# Luciano Doria
Luciano Doria (eigentlich Romolo Augusto Gizzi, * 30. November 1891 in Rom; † 10. Mai 1961 ebenda) war ein italienischer Journalist und Filmregisseur sowie -produzent.

## Leben
Doria war von Hause aus Journalist und betätigte sich in der Stummfilmzeit für die Tiber Film als produktiver Drehbuchautor, unter anderem für Gennaro Righelli und Baldassarre Negroni. 1920 gründete er zusammen mit Nunzio Malasomma die Halbmonatsschrift „Fortunio“ und debütierte als Regisseur; bis 1925 inszenierte er regelmäßig einige Filme.
Nach 1925 wandte er sich vermehrt der Poesie und Erzählungen sowie Theaterstücken zu – mit Aldo De Benedetti verfasste er beispielsweise das Stück „Colui il quale“. Für das Kino war er wieder ab 1936 aktiv, meist in der Funktion des Produzenten.

## Filmografie (Auswahl)

### Drehbuch
- 1918: La principessa di Bagdad
- 1927: Blutende Herzen (Addio Giovinezza!)
- 1960: Die Liebesnächte des Herkules (Gli amori di Ercole)

### Regie
- 1921: L'isola della felicità
- 1926: Saetta e le sette mogli del Pascià

### Produktion
- 1939: Erevamo sette sorelle
- 1952: L'isola di Montecristo